# 奥克兰城足球俱乐部
奧克蘭城足球俱樂部是位於紐西蘭奧克蘭市郊桑德令罕的足球俱樂部，現參與紐西蘭足球錦標賽以及紐西蘭北部聯賽。該隊自成立以來已奪得九次紐西蘭足球錦標賽冠軍及十三次大洋洲聯賽冠軍盃冠軍，是紐西蘭與大洋洲足壇的一支勁旅。
奧克蘭城於2004年紐西蘭足球錦標賽創立時成立，現主場設在桑德令罕的基維亞街。 該隊在2011至2017年間達成大洋洲聯賽冠軍盃的七連霸，創下足球史上單一球隊連續奪得最多大洲級冠軍的紀錄。 憑此佳績，該隊成為國際足總俱樂部世界盃的常客，並在2014年賽事中奪得季軍，創下大洋洲球隊的最佳成績。 其青年隊曾參與已停辦的國家青年聯賽，以七冠成就成為該賽事史上最成功的隊伍。
奧克蘭城常規球衣為淺條紋皇家藍色上衣與短褲，搭配白色球襪。隊徽以奧克蘭地標天空塔為主體，自創隊以來沿用至今。俱樂部建隊歷史上深受克羅埃西亞文化影響，與1962年由達爾馬提亞移民成立的奧克蘭中央联合足球俱樂部淵源深厚，目前兩隊共用同一座主場。

## 球队荣誉
- 新西兰足球锦标赛  冠军(5): 2004-05，2005-06，2009-10，2011-12，2013-14年

- 大洋洲联赛冠军杯  冠军 (6)(含大洋洲俱乐部杯): 2006年,2008-09年， 2010-11年, 2011-12年, 2012-13年，2013-14年

- 世界冠軍球會盃  季軍 (1) :( 2014年)

- 2017年賀歲盃足球賽  冠軍 (1) :( 2017年)

- 2019年賀歲盃足球賽  殿軍 (1) :( 2019年)